# Lumpiaque
Lumpiaque és un municipi d'Aragó situat a la província de Saragossa i enquadrat a la comarca de Valdejalón.